# 佐上武弘
佐上 武弘（さがみ たけひろ、1922年 - 2018年1月9日）は、日本の大蔵官僚、元財務官。

## 来歴・人物
佐上信一（1882年 - 1943年）の次男。翁久次郎（厚生省）の義兄。

## 略歴

### 学歴
- 1948年 - 東京大学法学部法律学科卒業[3]

### 職歴
- 1948年9月 - 大蔵省に後期入省（渉外部に配属）[3]
- 1948年11月 - 大臣官房涉外課[3]
- 1950年7月 - ノースカロライナ大学留学[4]
- 1951年7月 - 警察予備隊本部経理局会計課[3]
- 1952年5月 - 警察予備隊本部経理局監査課[3]
- 1952年8月 - 高田税務署長[5][3]
- 1953年10月 - 主税局税制第二課長補佐心得[3]
- 1954年7月 - 主税局税制第二課長補佐[3]
- 1958年7月 - 主計局主計官補佐（地方財政係主査）[3]
- 1962年4月 - 主計局付（兼）外務省大臣官房（〜1962年8月）[3]
- 1962年9月 - 外務省在ドイツ連邦大使館二等書記官[3]
- 1963年10月 - 外務省在ドイツ連邦大使館一等書記官[3]
- 1966年10月 - 主税局国際租税課長[3]
- 1967年8月 - 経済企画庁国民生活局物価政策課長[3]
- 1969年8月 - 銀行局銀行課長[3]
- 1971年7月 - 大臣官房調査企画課長[3]
ニクソンショック（ドルショック）当時、鳩山威一郎次官・佐上らの多数派が「市場閉鎖」を唱え、柏木雄介らの「市場閉鎖反対」派と火花を散らした。そのため、およそ12日間あまり市場が開かれることとなったが、投機が集中したために外国為替市場は麻痺状態に陥った。
- 1973年7月 - 近畿財務局長
- 1974年7月10日 - 大臣官房審議官（国際金融局担当）[6]
- 1975年7月8日 - 大臣官房審議官（大臣官房担当）
- 1977年6月10日 - 大臣官房長
田中敬の起用説もあったが、福田政権が発足して「経済の福田」を大蔵省も演出しなければならないため、経済企画庁にも出向経験があり、景気政策に強い佐上が起用された[7]。
- 1978年6月 - 財務官
財務官は国際金融局長からの昇格が多いが、佐上は内局の局長を経ず、異例の官房長からの財務官昇格となった。この背景には竹内道雄（元大蔵事務次官）と吉瀬維哉（当時の大蔵事務次官）が国際関係を重視したものだという見方もある[8]。
- 1986年8月1日 - モルガン銀行国際顧問[9]
- 1993年11月3日 - 勲二等瑞宝章受章
- 2018年1月9日 - 死去[2]